# Бальфур (город)
Бальфур или Балфур (африк. и англ. Balfour) — административный центр местного муниципалитета Дипалесенг в районе Герт Сибанде провинции Мпумаланга, (ЮАР).
Город был основан в 1898 году, его основатель Фредерик МакХатти назвал его в свою честь «Макхаттисбург». В 1905 году город был переименован в «Бальфур» в честь британского премьер-министра Артура Бальфура, который произнёс речь на железнодорожной станции, когда его поезд сделал здесь остановку.